# Аріперт I
Аріперт або Аріберт (†661) — король лангобардів (653—661), син Гундоальда, герцога Асті, який перетнув Альпи разом зі своєю сестрою Теоделіндою, залишивши Баварію.
Обраний королем після убивства свого попередника Родоальда, сповідував християнство, намагався правити мирно, займався будівництвом церков. Залишив королівство у мирі, попросивши знать обрати королями його синів — Перктаріта і Годеперта.